# Tre Valli Varesine 2021
La Tre Valli Varesine 2021, centesima edizione della corsa, valevole come quarantunesima prova dell'UCI ProSeries 2021 e diciassettesima della Ciclismo Cup 2021 di categoria 1.Pro, si svolse il 5 ottobre 2021 su un percorso di 196,7 km, con partenza dalla sede di Eolo a Busto Arsizio e arrivo a Varese, in Italia. La vittoria fu appannaggio dell'italiano Alessandro De Marchi, il quale completò il percorso in 4h47'04", alla media di 41,112 km/h, precedendo il connazionale Davide Formolo e lo sloveno Tadej Pogačar.
Sul traguardo di Varese 41 ciclisti, su 166 partiti da Busto Arsizio, portarono a termine la manifestazione.

## Squadre e corridori partecipanti
| N.      | Cod. | Squadra                  |
| ------- | ---- | ------------------------ |
| 1-7     | AST  | Astana-Premier Tech      |
| 11-17   | ACT  | AG2R Citroën Team        |
| 21-27   | BOH  | Bora-Hansgrohe           |
| 31-37   | COF  | Cofidis                  |
| 41-47   | EFN  | EF Education-Nippo       |
| 51-57   | GFC  | Groupama-FDJ             |
| 61-67   | IGD  | Ineos Grenadiers         |
| 71-77   | IWG  | Intermarché-Wanty-Gobert |
| 81-87   | ISN  | Israel Start-Up Nation   |
| 91-97   | LTS  | Lotto Soudal             |
| 101-107 | MOV  | Movistar Team            |
| 111-117 | BEX  | Team BikeExchange        |

| N.      | Cod. | Squadra                     |
| ------- | ---- | --------------------------- |
| 121-127 | TQA  | Team Qhubeka NextHash       |
| 131-137 | TFS  | Trek-Segafredo              |
| 141-147 | UAD  | UAE Team Emirates           |
| 151-157 | EOK  | Eolo-Kometa Cycling Team    |
| 161-167 | ANS  | Androni Giocattoli-Sidermec |
| 171-177 | BCF  | Bardiani-CSF-Faizanè        |
| 181-187 | CJR  | Caja Rural-Seguros RGA      |
| 191-197 | EUS  | Euskaltel-Euskadi           |
| 201-207 | ARK  | Team Arkéa-Samsic           |
| 211-217 | TEN  | TotalEnergies               |
| 221-227 | THR  | Vini Zabù                   |
| 231-237 | AMO  | Amore & Vita                |

## Ordine d'arrivo (Top 10)
| Pos. | Corridore              | Squadra   | Tempo    |
| ---- | ---------------------- | --------- | -------- |
| 1    | Alessandro De Marchi   | Israel    | 4h47'04" |
| 2    | Davide Formolo         | UAE       | s.t.     |
| 3    | Tadej Pogačar          | UAE       | a 38"    |
| 4    | Benoît Cosnefroy       | AG2R      | s.t.     |
| 5    | Andreas Kron           | Lotto     | s.t.     |
| 6    | Sergio Higuita         | EF        | s.t.     |
| 7    | Lorenzo Rota           | Intermar. | s.t.     |
| 8    | David Gaudu            | Groupama  | s.t.     |
| 9    | Alessandro Covi        | UAE       | s.t.     |
| 10   | Aurélien Paret-Peintre | AG2R      | s.t.     |